# Ульянова Марія Іллівна
Марія Іллівна Ульянова (18 лютого 1878, місто Симбірськ, тепер Ульяновськ, Російська Федерація — 12 червня 1937, місто Москва) — радянська діячка, революціонерка, молодша сестра Володимира Леніна. Член Центральної контрольної комісії ВКП(б) у 1925—1934 роках, член Президії ЦКК ВКП(б) у 1932—1934 роках. Член Комісії радянського контролю при РНК СРСР та член Бюро Комісії радянського контролю при РНК СРСР у 1934—1937 роках. Член Центрального виконавчого комітету СРСР у 1935—1937 роках.

## Життєпис
Народилася 6 (18) лютого 1878 року в  місті Симбірську і була наймолодшою дитиною в родині директора народних училищ Іллі Миколайовича Ульянова і його дружини Марії Олександрівни. У сім'ї її називали «Маняша».
Навчалася спочатку в Симбірської гімназії, потім в Московській, яку закінчила в 1893 році. У 1895 році подала прохання на фізико-хімічне відділення математичного факультету Вищих (Бестужевських) жіночих курсів в Петербурзі. Але туди її не прийняли, і вона змушена була вступити в 1896 році на дворічні Московські вищі жіночі курси В.І. Гер'є. Після їх закінчення отримала диплом домашньої вчительки. З осені 1898 року слухала лекції в Новому університеті в Брюсселі на хіміко-фізичному факультеті.
Член РСДРП з 1898 року.
Проводила пропаганду в робітничих гуртках, доставляла нелегальну літературу, працювала зв'язковою. Кілька разів була заарештована. У вересні 1899 року після арештів членів московського РСДРП вислана під нагляд поліції в Нижній Новгород. З 1900 року була агентом «Іскри». В ніч на 1 березня 1901 року арештована і поміщена в одиночну камеру Таганської в'язниці, після семимісячного ув'язнення вислана в Самару. З 1903 року працювала в Секретаріаті ЦК РСДРП. Третій раз була заарештована в грудні 1904 року, звільнена під заставу в червні того ж року, після чого виїхала до Швейцарії.
У 1905 році повернулася в Санкт-Петербург, де працювала секретарем Василеостровського районного комітету РСДРП. 2 травня 1907 року арештована. У 1908 році після звільнення переїхала в Москву і працювала в Московській партійній організації.
У 1908—1909 роках жила в Парижі і навчалася в Сорбонні, де отримала диплом вчительки французької мови.
Влітку 1910 року, ховаючись від арешту, працювала домашньою вчителькою в селі Леппеніно біля станції Теріокі (Велике князівство Фінляндське). Знову заарештована в травні 1912 року, ув'язнена. Пізніше вислана до Вологди.
З лютого по квітень 1915 року в Москві навчалася на курсах сестер милосердя. Влітку 1915 року вирушила на Західний фронт з лікувально-живильним загоном. З 1915 року працювала в Московській організації РСДРП, листувалася з Закордонним бюро ЦК РСДРП.
Після Лютневої революції 1917 кооптована в бюро ЦК РСДРП(б). Брала активну участь у розвитку соціал-демократичної, а потім комуністичної преси в Росії.
У  березні 1917 — 1929 року — член редакційної колегії і відповідальний секретар газети «Правди». Один із організаторів робкорівського і сількорівського руху. Одночасно з 1924 року — редактор журналу «Рабоче-крестьянский корреспондент».
З лютого 1932 по 1934 рік завідувала Бюро скарг Центральної контрольної комісії ВКП(б) і Народного комісаріату робітничо-селянської інспекції СРСР.
Померла 12 червня 1937 року. Тіло було кремоване в Донському крематорії, а урна з прахом похована в Кремлівській стіні.

## Нагороди
- орден Леніна (8.03.1933)